# Вендрича
Вендрича — річка в Україні у Свалявському районі Закарпатської області. Ліва притока річки Боржави (басейн Дунаю).

## Опис
Довжина річки приблизно 6,52 км, найкоротша відстань між витоком і гирлом — 5,94  км, коефіцієнт звивистості річки — 1,10 . Формується багатьма гірськими струмками.

## Розташування
Бере початок на південно-східних схилах гори Граб (1378,0 м). Тече переважно на південний захід мішаним лісом понад горами Великий Ожинятець (1142,0 м) та Леневець (1078,0 м) і на північно-східній стороні від села Березники впадає у річку Боржаву, праву притоку річки Тиси.